# Ualabi de clatell vermell
El ualabi de clatell vermell (Thylogale thetis) és un marsupial de bosc que viu a la regió costanera oriental d'Austràlia. És principalment nocturn, molt tímid i generalment viu en boscos temperats a prop d'herbassars, amagant-se als boscos durant el dia i sortint als herbassars a alimentar-se quan es fa fosc.